# Алютин, Алексей Поликарпович
Алексей Поликарпович Алютин (28 мая 1884 — 11 марта 1967) — советский партийный и государственный деятель. Во время Гражданской войны один из организаторов партизанского движения на Дальнем востоке в Приморье.

## Биография
С 1902 года пом. машиниста на КВЖД, потом горнорабочий серного рудника.
Участник революции 1905 года и Февральской революции. Член КПСС с 1917 г. С 18 октября по 5 ноября 1917 г.— председатель исполнительного комитета Владивостокского Совета рабочих и солдатских депутатов. Подписал приказ о создании при городском Совете отделов милиции, прокуратуры и суда.
В 1919—1920 активный участник партизанского движения в Приморье.
В 1921 зав. оргинструкторским отделом Прибайкальского обкома РКП(б). Делегат XI съезда РКП(б) (1922).
- В 1923—1926 учился в Коммунистическом университете им. Свердлова.
- В 1926—1927 секретарь Читинского горкома ВКП(б).
- В 1929—1930 председатель Исполнительного комитета Николаевского-на-Амуре окружного Совета.

В 1930—1936 на партийной работе в Хабаровске, Алма-Ате, Москве. С 1936 на административной работе в Москве.
С 1953 г. персональный пенсионер.
Умер 11 марта 1967 года, похоронен на Новодевичьем кладбище (Новая территория, Колумбарий, 130 секция). Автор воспоминаний «Военная комиссия Владивостокского Совета в 1917 году» в книге «За власть Советов: Сб. воспоминаний участников гражданской войны в Приморье в 1917—1922 годах» 1957, с.48-58